# Plynteria (bướm đêm)
Plynteria là một chi bướm đêm thuộc họ Erebidae.